# Mick Farren
Michael Anthony "Mick" Farren, född 3 september 1943 i Cheltenham, Gloucestershire, död 27 juli 2013 i London, var en brittisk journalist, författare och sångare som associeras med den brittiska undergroundkulturen.

## Musik (diskografi i urval)

### Singlar
- 1976 – Play With Fire / Lost Johnny (Ork Records)
- 1977 – Screwed Up (EP) (som Mick Farren and The Deviants) (Stiff Records)
- 1978 – Half Price Drinks (Logo Records)
- 1978 – Broken Statue / It's All In The Picture (Logo Records)
- 1993 – Gunfire In The Night / Touched By The Fire (som Lunar Malice) (Force Majeure)

### Album
- 1967 – The Deviants – Ptooff! (Impressario/Decca Records)
- 1968 – The Deviants – Disposable (Stable Records)
- 1969 – The Deviants – The Deviants 3 (Transatlantic Records)
- 1970 – Mick Farren – Mona – The Carnivorous Circus (Transatlantic Records)
- 1978 – Mick Farren – Vampires Stole My Lunch Money (Logo Records)
- 1984 – The Deviants – Human Garbage – live (Psycho Records)
- 1987 – Wayne Kramer & Mick Farren – Who Shot You Dutch?
- 1991 – Wayne Kramer – Death Tongue (Progressive Records)
- 1993 – Tijuana Bible – Gringo Madness
- 1995 – Mick Farren and Jack Lancaster – The Deathray Tapes (Alive Records)
- 1996 – Deviants IXVI – Eating Jello With a Heated Fork (Alive Records)
- 1999 – The Deviants – Barbarian Princes – Live In Japan
- 2002 – The Deviants – Dr. Crow (Track Records)
- 2004 – Mick Farren and The Deviants – Taste The Blue – live (Captain Trip Records, Japan)
- 2005 – Mick Farren – To The Masterlock – live (Captain Trip Records, Japan)

### Samlingsalbum
- 1996 – Mick Farren and The Deviants – Fragments of Broken Probes
- 1996 – The Social Deviants – Garbage (Alive Records)
- 1999 – The Deviants – The Deviants Have Left The Planet
- 2000 – Mick Farren and The Deviants – This CD Is Condemned (Alive Records)
- 2001 – Mick Farren and The Deviants – On Your Knees, Earthlings (Alive Records)

## Författarskap

### Fiction
- 1973 – The Texts of Festival
- 1974 – The Tale of Willy's Rats
- 1976 – The DNA Cowboys Trilogy: The Quest of The DNA Cowboys
- 1976 – The DNA Cowboys Trilogy: Synaptic Manhunt
- 1977 – The DNA Cowboys Trilogy: The Neural Atrocity
- 1978 – The Feelies
- 1981 – The Song of Phaid the Gambler
  - part 1: Phaid the Gambler
  - part 2: Citizen Phaid
- 1985 – Protectorate
- 1986 – CORP*S*E (aka Vickers)
- 1987 – Their Masters' War
- 1988 – Exit Funtopia (aka The Long Orbit)
- 1989 – The Armageddon Crazy
- 1989 – The Last Stand of the DNA Cowboys
- 1990 – Mars – The Red Planet
- 1991 – Necrom
- 1996 – The Victor Renquist Quartet(en): The Time of Feasting
- 1999 – Back From Hell: Car Warriors #2
- 1999 – Jim Morrison's Adventures in the Afterlife
- 2000 – The Victor Renquist Quartet: Darklost
- 2001 – The Victor Renquist Quartet: More Than Mortal
- 2001 – Short Stories (1972–1973)
- 2002 – Dead Cats Bouncing
- 2002 – The Victor Renquist Quartet: Underland
- 2004 – Kindling
- 2006 – Conflagration

### Non-Fiction
- Watch Out Kids
- Get On Down
- Elvis In His Own Words
- The Rolling Stones In Their Own Words
- The Rock & Roll Circus
- Elvis – The Illustrated Record
- The Black Leather Jacket
- Elvis And The Colonel
- The Hitchhiker's Guide to Elvis
- The CIA Files
- Conspiracies, Lies And Hidden Agendas
- Give The Anarchist A Cigarette
- Gene Vincent: There's One In Every Town
- Words of Wisdom From the Greatest Minds of All Time
- Who's Watching You?: The Chilling Truth about the State, Surveillance and Personal Freedom
- (Who put the) Bomp! Saving the World One Record at a Time
- Zones of Chaos (an anthology)
- Speed-Speed-Speedfreak - A fast history of amphetamine

## Engagemang i motkulturella rörelsen
24-26 juli 1970 arrangerade Mick Farren festivalen Phun City.